# Château de La Rochefoucauld

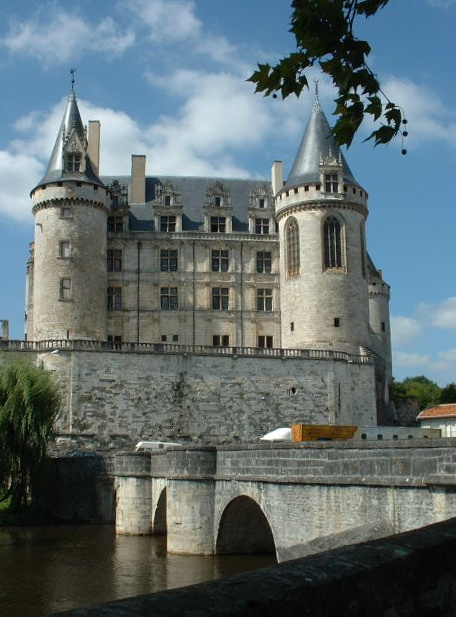
Vista geral do Château de La Rochefoucauld.

O Château de La Rochefoucauld é um palácio francês localizado em La Rochefoucauld, no departamento de Carântono.

## História

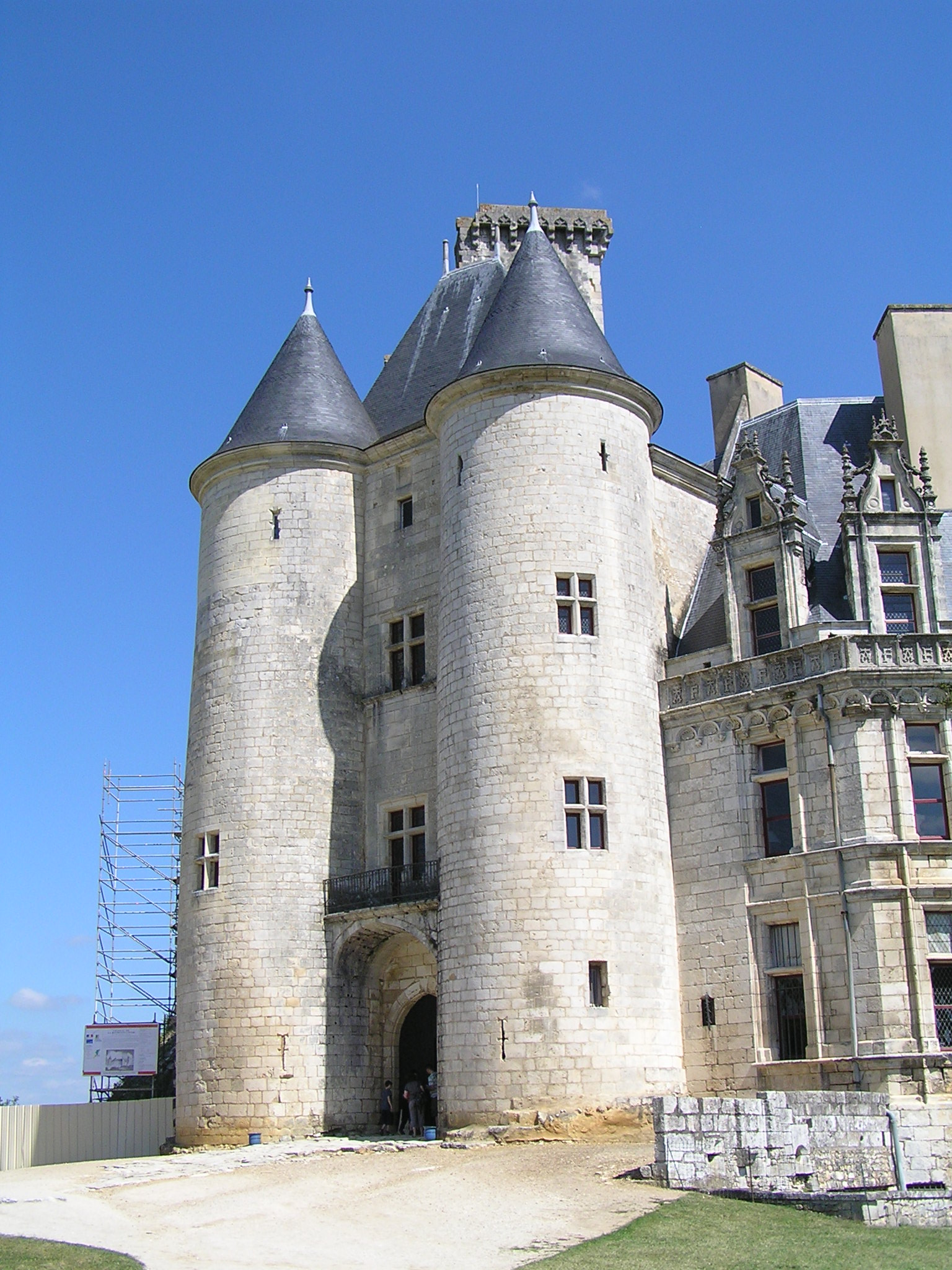
Entrada do Château de La Rochefoucauld.

Em 980, Fucaldus construiu um campo fortificado no rochedo que domina o Rio Tardoire.
No século XI, Foucauld, "Senhor de La Roche", aparece a partir de 1019 no acto dum cartógrafo de Uzerche. Este senhor é aparentado com a dinastia franca e foi ele que mandou construir a torre de menagem quadrada.
Quando os Foucauld, encorajados secretamente pelo Conde de Poitiers, quiseram, além do Château de Verteuil,  controlar os castelos de Loubert, Chabanais e Confolens, submeteram-se ao ataque do Conde de Angoulême, Bougrain II, que desmantelou Verteuil em 1137, seguido do seu filho, Guillaume IV Taillefer, que pilhou o Château de La Rochefoucauld em 1148. O [Château de Verteuil]] é o lugar onde François VI de la Rochefoucauld redigirá as suas Maximes ("Máximas") e as suas Mémoires ("Memórias") cerca de 1650, porque, depois da Fronda, foi reenviado para as suas terras por Luís XIV. 
Um La Rochefoucauld endividou-se para financiar uma tropa com o fim de acompanhá-lo em cruzada. Esse documento está exposto na sala dos arquivos. 
Em 1350, Aimeri III de La Rochefoucauld mandou construir as duas torres de entrada. 
Em 1453, Jean de La Rochefoucauld edificou as três torres de esquina e elevou a torre de menagem. O rei Carlos VII de França esteve no Château de La Rochefoucauld quando soube da vitória das suas tropas sobre as do Condestável John Talbot, comandante das tropas inglesas, na Batalha de Castillon, vitória que pôs fim à Guerra dos Cem Anos. 
François I de La Rochefoucauld foi o patrocinador de François de Valois-Angoulême, filho de Carlos d'Orléans-Angoulême, Conde de Angoulême, e de Luísa de Saboia; em 1515, este Francisco tornar-se-á rei de França sob o nome de Francisco I. 
Foi François II de La Rochefoucauld, companheiro do rei Francisco I, quem construiu a maior parte do castelo: dois corps de logis, galerias sobrepostas, a capela e uma grande escadaria em espiral que pode ter sido desenhada por Leonardo da Vinci. Na realidade, esta escadaria tem o mesmo desenho da do Château de Bonnivet, em Vendeuvre-du-Poitou (castelo do almirante Bonnivet). As galerias são sobrepostas em três pisos, caso único na França, seguindo um modelo italiano, o do Palazzo Farnese. 

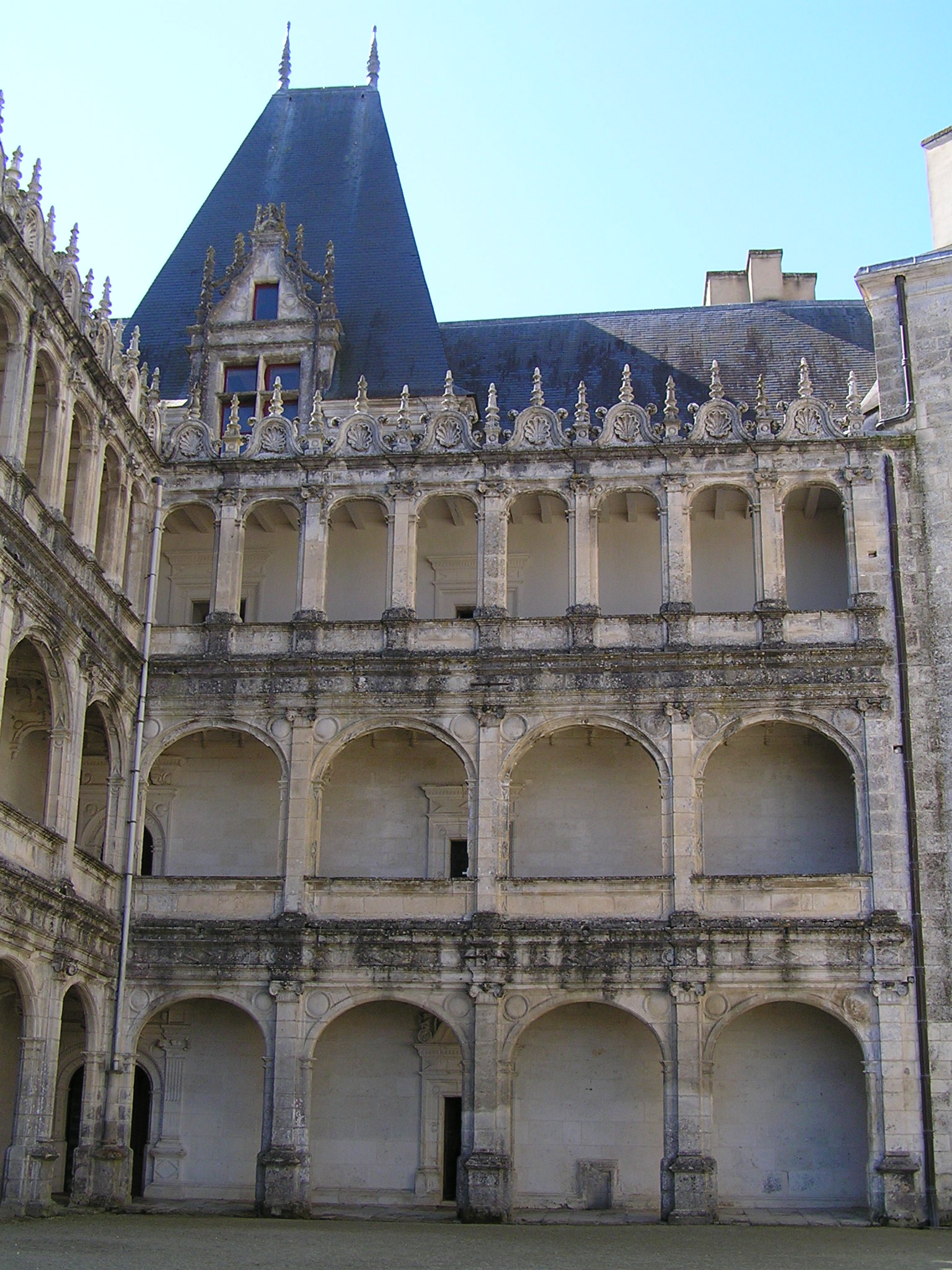
Arcadas sobrepostas no pátio.

Os construtores desse palácio renascentista (ou seja, François II e a sua esposa, Anne de Polignac) tiveram o cuidado de conservar os elementos do castelo anterior, para afirmar a continuidade da presença senhorial atestada pelos edifícios antigos (em particular a torre de menagem e as torres); o arranjo foi estudado para que a torre permanecesse bem visível tanto do exterior como do interior do pátio. 
Em 1760, a ala do século XVII, que tinha ardido, foi reconstruída.
Louis-Alexandre, Duque de la Rochefoucauld, foi assassinado em Gisors, no dia 4 de Setembro de 1792, por revolucionários. Foi o seu primo, François-Alexandre, Duque de Liancourt, quem lhe sucedeu como Duque de La Rochefoucauld. 
Profundamente liberal e humanista, François XII Alexandre teve uma acção política considerável: seguindo os trabalhos deEdward Jenner, introduziu na França a vacinação contra a varíola (doença até então mortal para o homem), fundou a Escola Nacional de Artes e Ofícios (École nationale supérieure d'arts et métiers), assim como a Caisse d'Épargne] (uma instituição bancária criada por decreto de Luís XVIII datado de 1818) e presidiu várias outras instituições.
Vários cartões postais de início do século XX mostram, entre outros, os quartos mobilados do casal ducal da época. 
A rica biblioteca do Duque de Liancourt (fim do século XVIII) foi transferida do Château de Montmirail, outra propriedade familiar, e instalada em duas salas organiadas para esse efeito.
Actualmente, depois de mais de mil anos de ocupação, o palácio ainda pertence aos La Rochefoucauld.

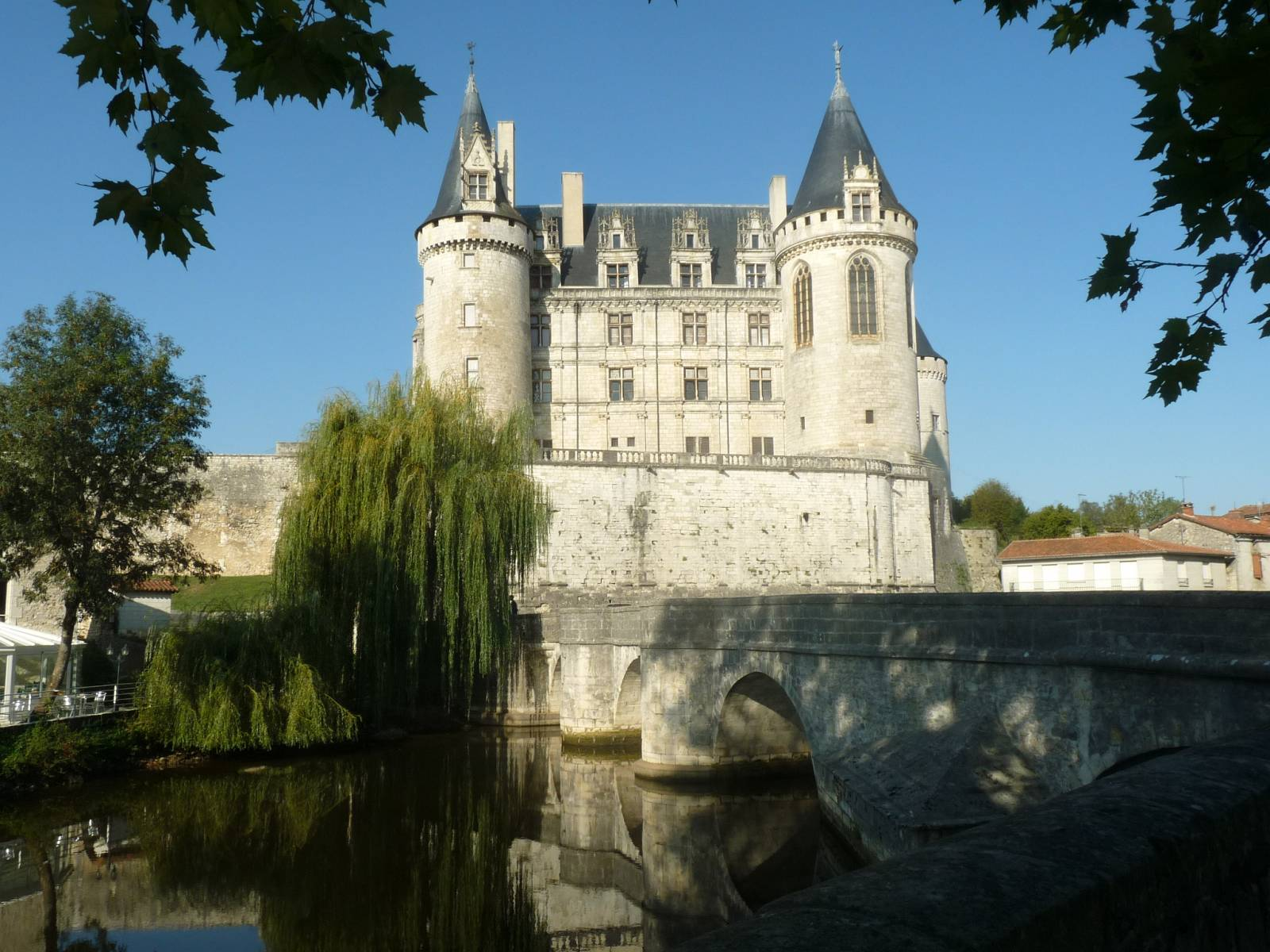
O Château de La Rochefoucauld visto da margem oposta do Rio Tardoire.

## Arquitectura
O Château de La Rochefoucauld é o mais imponente castelo do departamento de Carântono e uma das jóias do Renascimento:
- a velha torre de menagem romana é a parte mais antiga;
- a entrada faz-se por um châtelet com as suas dua torres;
- as outras torres, datadas do século XV, são perfuradas por mata-cães e altas torretas;
- os dois corps de logis têm mais que um piso e no tecto apresentam janelas com frontão muito trabalhadas, formando uma uma renda de pedra;
- existe uma proliferação de esculturas, mas do estilo elegante do primeiro período do Renascimento;
- a moldagem da ala sul ainda é gótica, enquanto que, em volta do pátio, as alas leste e sul apresentam uma decoração de pórticos e arcadas em três níveis, à italiana (caso único na França);
- a capela é abobadada e a sua porta é enquadrada por colunas caneladas com capitéis coríntios.